# Anergatides kohli
Anergatides kohli é uma espécie de inseto do gênero Anergatides, pertencente à família Formicidae.